# Finale UEFA Europa League 2010

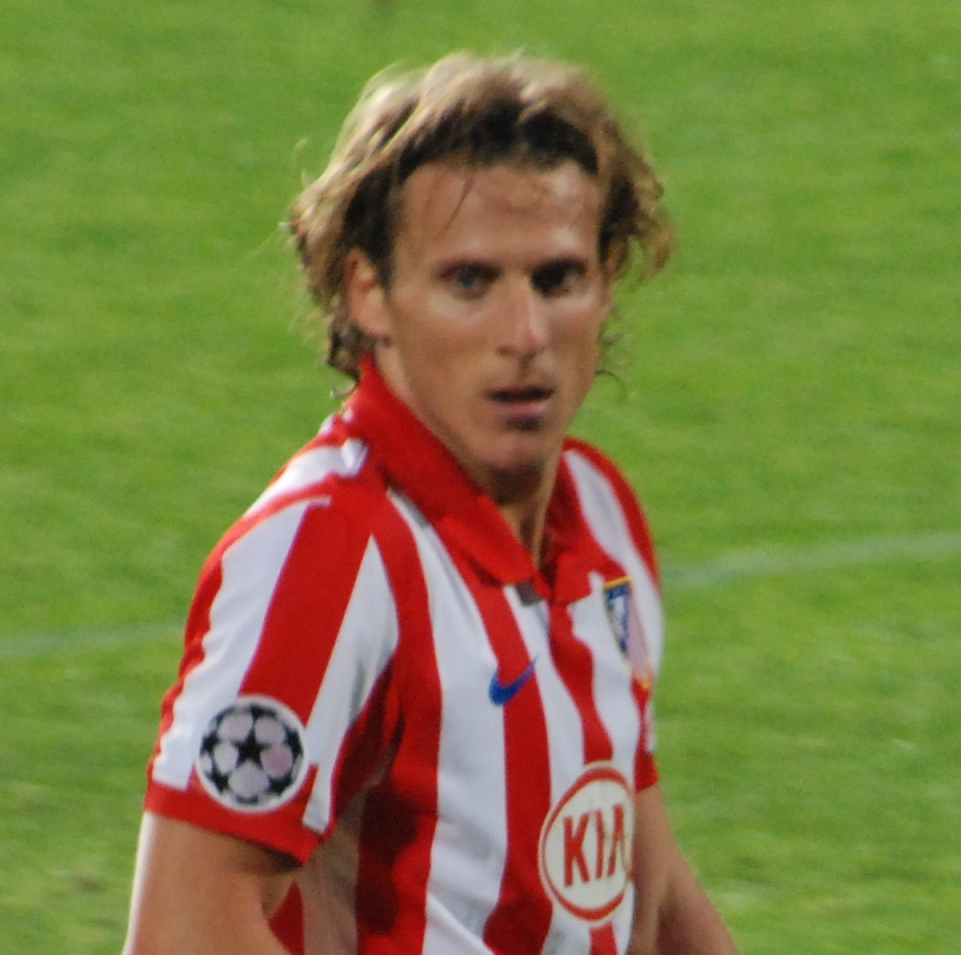
Diego Forlán werd uitgeroepen tot "Man van de Match".

De finale van de Europa League van het seizoen 2009/10 werd gehouden op 12 mei 2010 in de HSH Nordbank Arena in Hamburg. Het Spaanse Atlético Madrid nam het op tegen het Engelse Fulham FC. Voor de Spanjaarden was het de eerste Europese finale sinds de Europacup II-finale van 1986. Voor de Engelse club was het de eerste Europese finale.
Clint Dempsey mocht na 56 minuten invallen voor Bobby Zamora. Hij werd zo de eerste Amerikaan in de finale van een belangrijk Europees voetbaltoernooi.

## Wedstrijdverslag
Fulham had het aanvankelijk erg moeilijk met de Zuid-Amerikaanse aanvallers van Atlético. Na nog geen kwartier raakte Diego Forlán op aangeven van Sergio Agüero het doelkader. Wat later had de Uruguayaanse spits meer geluk. Forlán werkte beheerst af toen een mislukt schot van Agüero voor zijn voeten viel.
De Engelse reageerden meteen tegen. Welshman Simon Davies trapte vijf minuten na de openingstreffer de gelijkmaker staalhard binnen na een voorzet van Zoltán Gera. Na de rust leek Fulham het laken naar zich toe te trekken. Het team van trainer Roy Hodgson dreigde via Bobby Zamora en opnieuw Simon Davies, maar de Spaanse doelman David de Gea hield zijn netten na de pauze schoon. Naar het einde van de wedstrijd toe nam Atlético opnieuw de bovenhand.
Na 90 minuten stond het nog steeds 1-1, waarna er verlengingen kwamen. Net voor het einde van die verlengingen bracht Agüero de bal voor doel. Forlán devieerde het leer knap voorbij doelman Mark Schwarzer en bezorgde Atlético voor het eerst de Europa League.

### Wedstrijddetails
|                   |                  |              |            |                                                                                          |
| 12 mei 2010 20:45 | Atlético Madrid  | 2 – 1 (n.v.) | Fulham FC  | HSH Nordbank Arena, Hamburg Toeschouwers: 49.000 Scheidsrechter: Nicola Rizzoli (Italië) |
| 12 mei 2010 20:45 | Forlán 32', 116' |              | 37' Davies | HSH Nordbank Arena, Hamburg Toeschouwers: 49.000 Scheidsrechter: Nicola Rizzoli (Italië) |

| Atlético | Fulham |

| Atlético Madrid: |    |                    |          |
|                  |    |                    |          |
| GK               | 13 | David de Gea       |          |
| RB               | 17 | Tomáš Ujfaluši     |          |
| CB               | 3  | Antonio López      |          |
| CB               | 21 | Luis Perea         |          |
| LB               | 18 | Álvaro Domínguez   |          |
| RM               | 19 | José Antonio Reyes | 77'      |
| CM               | 12 | Paulo Assunção     |          |
| CM               | 8  | Raúl García        | 113'     |
| LM               | 20 | Simão              | 69'      |
| RF               | 7  | Diego Forlán       | 116'     |
| LF               | 10 | Sergio Agüero      | 118'     |
| Reserves:        |    |                    |          |
| GK               | 42 | Joel               |          |
| DF               | 24 | Leandro Cabrera    |          |
| DF               | 16 | Juanito            |          |
| DF               | 2  | Juan Valera        | 118'     |
| MF               | 6  | Ignacio Camacho    |          |
| FW               | 14 | Eduardo Salvio     | 77' 106' |
| FW               | 9  | José Manuel Jurado | 69'      |
| Coach:           |    |                    |          |
| Quique           |    |                    |          |

| Fulham FC:  |    |                    |      |
|             |    |                    |      |
| GK          | 1  | Mark Schwarzer     |      |
| RB          | 18 | Aaron Hughes       |      |
| CB          | 3  | Paul Konchesky     |      |
| CB          | 5  | Brede Hangeland    | 64'  |
| LB          | 6  | Chris Baird        |      |
| CM          | 13 | Danny Murphy       | 117' |
| CM          | 20 | Dickson Etuhu      |      |
| RM          | 16 | Damien Duff        | 85'  |
| LM          | 11 | Zoltán Gera        |      |
| AM          | 29 | Simon Davies       |      |
| CF          | 25 | Bobby Zamora       | 56'  |
| Reserves:   |    |                    |      |
| GK          | 19 | Pascal Zuberbühler |      |
| DF          | 4  | John Paintsil      |      |
| MF          | 23 | Clint Dempsey      | 56'  |
| MF          | 34 | Kagisho Dikgacoi   |      |
| MF          | 17 | Bjørn Helge Riise  |      |
| MF          | 27 | Jonathan Greening  | 117' |
| FW          | 10 | Erik Nevland       | 85'  |
| Coach:      |    |                    |      |
| Roy Hodgson |    |                    |      |